# Dr. Mario
Dr. Mario je videohra z roku 1990. Hra byla vydána pro systémy NES a Game Boy. Hra spočívá v tom, že Mario, jakožto doktor, náhodně do láhve hází různobarevné tablety, které musí hráč vhodně naaranžovat, aby zničily viry, které v lahvi žijí. Viry mohou být červené, žluté a modré, stejně tak i tablety. Tablety mají vždy dvě poloviny, které mohou mít stejnou nebo různou barvu. Virus se vždy zničí, když jsou k němu připojeny tři poloviny tablet jeho vlastní barvy. Hra skončí, jestliže hráč zničí všechny viry (tak vyhraje a může pokračovat do další úrovně, kde je virů více), nebo pokud je v lahvi tolik tablet, že již nelze do ní vložit další a Mario je schopen házet tablety pouze na její vrchol (v tomto případě hráč prohraje a musí úroveň opakovat). Na začátku si vždy hráč může nastavit úroveň od jedné (nejjednodušší) do dvaceti (nejtěžší), zvolit rychlost, jakou budou tablety padat, a zvolit hudbu. Hra je založena na hře Tetris.
Dalšími pokračujícími hrami jsou Dr. Mario 64, Dr. Mario Express, Dr. Mario Miracle Cure, Dr. Mario World nebo Dr. Luigi.